# Edificio Gómez II

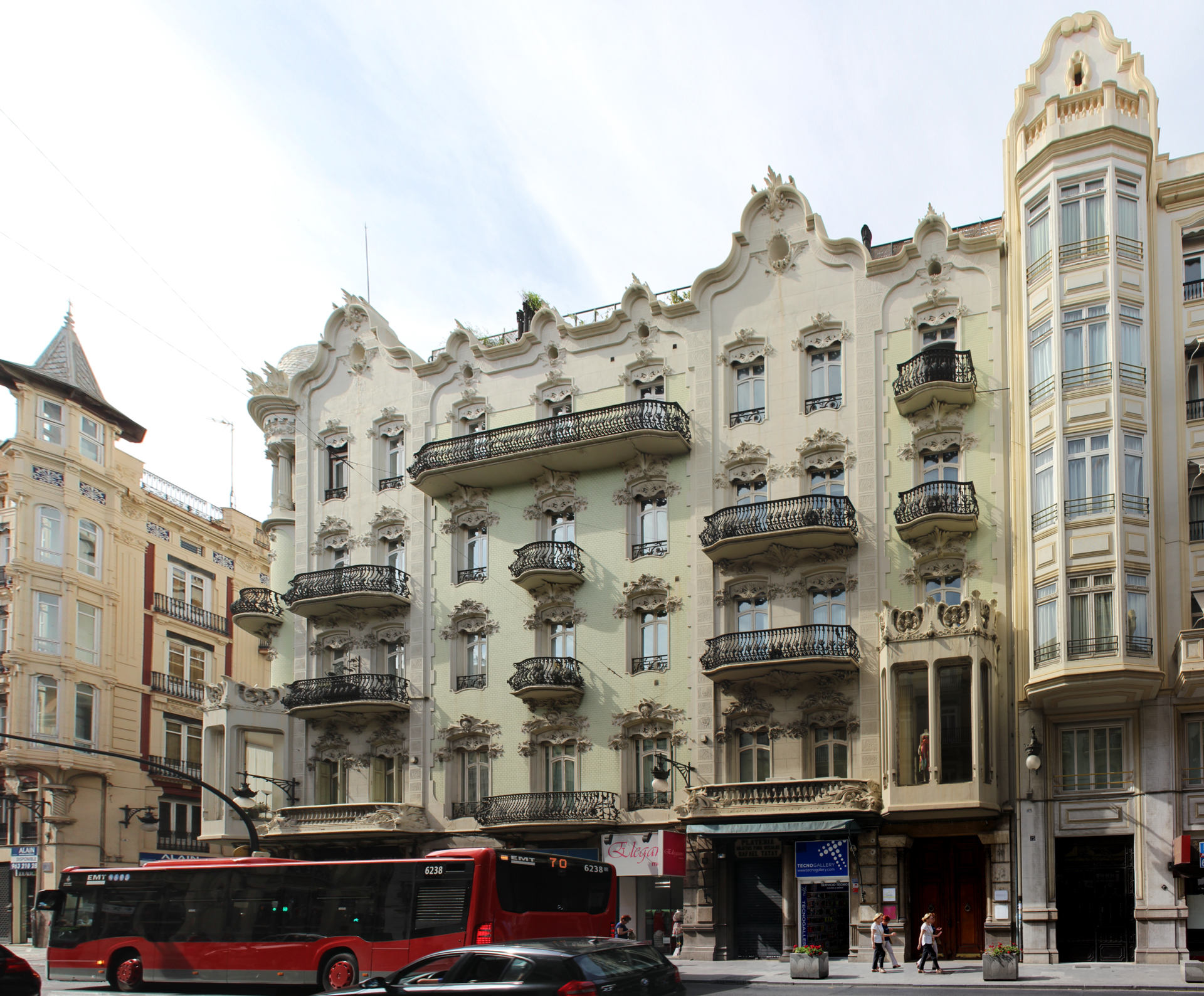
Casa Sagnier II, en la calle de la Paz número 21 esquina con la calle Comedias.

El edificio Gómez II es un edificio de viviendas situado en calle de la Paz número 21 de la ciudad de Valencia (España). Se trata de un edificio residencial plurifamiliar de estilo modernista valenciano construido en el año 1905, obra de los arquitectos Francisco Mora Berenguer, Antonio Martorell Trilles y Enric Sagnier.

## Edificio
En 1902 Francisco Mora recibe el encargo de terminar las obras que Manuel Gómez había comenzado a construir bajo la dirección del arquitecto Martorell. Construido en uno de los cruces más importantes de la calle de la Paz, sobre un solar sumamente irregular, presentando dos fachadas que definen la esquina y una tercera a la calle posterior.
La manzana sobre la que se construye es muy irregular y compacta, ventilada mediante patios de luces. Sobre el solar se organizan dos proyectos: el primero sobre las calles de la Paz y Comedias y el segundo en la esquina de las calles de la Paz y del Mar. Cuando Mora asume la dirección de las obras, ya están levantados los cimientos de la primera casa y la planta baja. El proyecto de Martorell parte de una composición basada en un esquema romántico de diferenciación del principal elevándolo sobre el entresuelo y reforzándolo con la incorporación de un mirador en ángulo. La organización de la fachada está basada en un sistema académico de ejes y simetrías. El conjunto así diseñado transmite un aire ecléctico de corte académico, donde se manifiesta el interés en el tratamiento de los elementos y materiales que lo construyen. 
La familia Gómez, perteneciente a la burguesía valenciana, conocía el éxito que por esos años estaba teniendo, entre la burguesía barcelonesa, la incorporación de los nuevos lenguajes modernistas como símbolo del progreso de una clase dominante. Mora conoció a Enrique Sagnier durante sus estudios en Barcelona, quien, a su vez, era amigo de la familia Gómez. Esta circunstancia posibilitó el entendimiento mutuo.
Efectivamente, los planos modificados fueron realizados por Enrique Sagnier, hecho que Mora reconoce al manifestar que solo dirigió la obra, aunque el proyecto quedó perfectamente asumido, quedando de manifiesto la voluntad de Mora por utilizar un lenguaje que rompía radicalmente con el proyecto elaborado por Martorell.
El nuevo proyecto posee la misma composición que el anterior, con el mismo número de huecos e igualmente distribuidos, agrupados en los mismos cinco cuerpos de fachada. Se refuerza la idea de la esquina enfatizándola con un cuerpo cilíndrico que se remata por un templete cubierto por una cúpula de escamas.
Es interesante indicar el hecho de la desaparición del entresuelo, pasando la primera planta a ocupar el lugar del piso principal, rompiendo los esquemas románticos de los arquitectos de la época.
El aspecto del edificio varía radicalmente; sin perder su esencia compositiva, se acoplan elementos decorativos entresacados del repertorio modernista en su vertiente art-noveau y de piezas experimentadas por Sagnier en el Ensanche Barcelonés como los miradores poligonales de grandes huecos acristalados. Se cuidan las texturas, utilizándolas para significar las diferentes partes del conjunto, alternando los muros lisos chapados con cerámica biselada de color verde, con los revocos de mortero en los que se acusa el despiece de sillería.
En definitiva, este edificio posee el valor emblemático de manifestarse como portador de unas tendencias, eminentemente decorativas, que conectaban, por primera vez en Valencia, con los lenguajes que desde Barcelona se estaban imponiendo para expresar el gusto de una burguesía industrial en alza.